# Orplid (FKK)
Orplid (FKK) (în germană Freikörperkultur) este numele mai multor asociații naturaliste aparținând de DFK din Germania. Numele provine de la titlul poeziei lui Eduard Mörike, Orplid. 
Mișcarea naturalistă din Germania își are originea în dorința omului de a trăi într-un mod cât mai natural, ce ar putea fi interpretat ca o întoarcere la originea omului la viața ideală din paradis.